# Susłowo (obwód kemerowski)
Susłowo (ros. Суслово) – wieś (sieło) w Rosji, w obwodzie kemerowskim, w rejonie mariińskim. W 2021 liczyła 2090 mieszkańców.